# Levin
A Levin német eredetű férfinév, jelentése: kedves, barátságos + barát. Női párja: Levina.

## Gyakorisága
Az 1990-es években és a 2000-es évek első két évtizedében nem lehetett anyakönyvezni.

## Névnapok
- November 30.

## Híres Levinek
- A "nagy Levin" Rejtő Jenő által megálmodott szereplő, A három testőr Afrikában című regényében. A történet szerint Levin mint nadrágszabó, a festői Cape Townban kezdte pályafutását, de szíve már akkor is a főzés nagy tudományáért lelkesedett, és rövidesen rá is léphetett a szakácsi pályára. Neve hamar fogalom lett, és bár sok időt töltött fegyintézetekben, hasonlóan sokat főrendi személyek körében is. Élete végül is úgy fejeződött be, hogy kiléte, utolsó heteit vele töltő fegyenctársai számára sosem derült ki (és ezáltal az olvasók számára sem).